# عباس بختیاری
عباس بختیاری (زادهٔ ۱۹ مرداد ۱۳۳۶، بندر شاهپور) هنرمند ایرانی است که در زمینه‌های موسیقی، سینما و تئاتر فعالیت داشته است. او همچنین به عنوان داور جشنواره‌های فیلم و نویسنده نیز شناخته می‌شود.

## زندگینامه
عباس بختیاری در یک خانواده کارگری در جنوب ایران به دنیا آمد. او از کودکی با موسیقی سنتی و محلی ایران آشنا شد.

## فعالیت‌های هنری

### موسیقی
بختیاری نوازندگی تنبک را نزد پدر و استاد حمیداوی آموخت. از سال ۱۳۶۷ (۱۹۸۸ میلادی) به ساز دف علاقه‌مند شد و بدون استاد و با تلاش شخصی به فراگیری آن پرداخت و اکنون ساز اصلی او محسوب می‌شود. او همچنین به مدت سه سال ردیف‌های آوازی ایرانی را نزد استاد حسین عمومی فرا گرفته است.
از سال ۱۳۷۴ (۱۹۹۵ میلادی)، بختیاری دوره‌های آموزشی دف را در پاریس اداره می‌کند. او در کنسرت‌های مختلفی  استاد شهرام ناظری و گروه‌های مختلف موسیقی ایرانی و غیرایرانی را در خارج از کشور همراهی کرده است. وی در معرفی گروه‌های موسیقی سنتی و محلی ایرانی در جشنواره‌ها نقش داشته است.
بختیاری در جایگاه نوازنده دف با هنرمندان و گروه‌های گوناگونی از جمله گروه موسیقی شمس به سرپرستی کیخسرو پورناظری، الشیخ أحمد التونی (آوازخوان صوفی مصر)، توماتیتو (گیتاریست اسپانیایی)، و گروه‌های موسیقی از فرانسه، برزیل، استرالیا و کردستان همکاری داشته است. او همچنین در اثر «یرسو» از موسیقی ارمنستان با «الیس» (خواننده ارمنی) به نوازندگی دف، تنبک و دهل پرداخته است. سی‌دی موسیقی عرفانی کردستان که توسط «خانه فرهنگ‌های جهان» با بودجه وزارت فرهنگ فرانسه منتشر شده، اثر دیگری است که در آن علی‌اکبر مرادی (تنبور)، عباس بختیاری (دف و تنبک) و کوروش مرادی (تنبک و دف) به اجرای مقام‌های تنبور پرداخته‌اند.
بختیاری نوازنده سازهای کوبه‌ای (دف، دمام، دهل، تاس و نقاره) در آهنگ مشهور «دوباره می‌سازمت وطن» با صدای داریوش و شعری از سیمین بهبهانی بوده است.
سی‌دی «مستان»، اثر حماسی و عرفانی ساختهٔ عباس بختیاری، منتشر شده و در دسترس علاقه‌مندان قرار دارد. این اثر با الهام از آیین‌ها، مراسم، فلسفه و فرهنگ مناطق کردستان و جنوب ایران ساخته شده است. سی‌دی «سایه هیچ» با همکاری عبدالرضا رهنما (نوازنده تنبور) دیگر اثر اوست.
چندین کلیپ تصویری نیز از عباس بختیاری منتشر شده است که او در آن‌ها در عرصه موسیقی و آواز مشارکت داشته است، از جمله:
- کلیپ «تو نه چنانی که منم» براساس شعری از مولوی با صدای داریوش.
- «در غم بم» به یاد ایرج بسطامی و زلزله بم.
- «ای داد» درباره آوارگی انسان مهاجر.
- «سماع» روایتی از عرفان رومی.
- «بشکن سکوت را» روایتی از سرکوب مردم در ایران با صدای عباس بختیاری.
- «تکنوازی دف» (فیلم تصویری).

بختیاری در برگزاری و شرکت در کنسرت‌های متعددی نیز فعال بوده است، از جمله:
- کنسرت مشترک با ارکستر سمفونیک اسلو به رهبری یان بالک و خوانندگی امینا علوی در اسلو (۲۷ سپتامبر)نیازمند منبع. در این کنسرت قطعه‌ای از غزلیات عطار، یک تک‌نوازی دف و یک قطعه پرسش و پاسخ با ارکستر اجرا شد. این کنسرت با حمایت وزارت فرهنگ نروژ، سفارت مراکش و سفارت اسپانیا برگزار شد.[۵]
- کنسرت بداهه‌نوازی در میلان با گوه یوه (فلوت‌نواز چینی) و یووال (گیتاریست ایتالیایی) در دستگاه‌های ماهور و همایون (۱۲ اکتبر ۲۰۰۷)نیازمند منبع.
- اجرای کنسرت در جشنواره‌های  موسیقی در سال‌های ۲۰۰۸ و ۲۰۰۹ در شهرهای تونس، بازل، لوزان، ژنو و تئاتر دو لاویل پاریس.[۶]
- مدیریت جشنواره نوروزی و شب ستایش از سیمین بهبهانی در استادیوم آرنای شهر کلن (آلمان).[۷]

بختیاری برای چندین فیلم بین‌المللی نیز موسیقی ساخته است، از جمله موسیقی عرفانی با سازهای کوبه‌ای برای فیلم «تبعیدی‌ها» ساخته تونی گتلیف (برنده جایزه بهترین کارگردانی جشنواره کن ۲۰۰۴)، موسیقی فیلم «زنان بدون مردان» (برنده جایزه شیر نقره‌ای جشنواره فیلم ونیز)[۲]، موسیقی فیلم‌های «وحشت در غزه» و «سایه هیچ».
او همکاری با خانه فرهنگ‌های جهان داشته و همچنین به نوشتن نقد موسیقی، سینما و مقالات درباره فرهنگ و هنر ایران در فصل‌نامه «Migra phonies» پرداخته است.
عباس بختیاری از چهارده‌سالگی به عنوان بازیگر در سینما حضور داشته است. اولین تجربه او در فیلم هشت میلی‌متری «خور» ساخته بیژن ملاح‌زاده در سینمای آزاد بندر شاهپور بودنیازمند منبع. دیگر نقش‌آفرینی‌های او عبارتند از:
- نقش موزیسین در فیلم «ونگو» ساخته تونی گاتلیف (۲۰۰۰)[۳].
- بازیگری در فیلم «اینجا کجاست» ساخته گلن لچ فورد (۲۰۰۲).[نیازمند منبع]
- بازیگری در فیلم «تهران، ده ثانیه دیرتر» ساخته عتیق رحیمی (۱۹۹۸).[نیازمند منبع]
- بازیگری در فیلم «مادرم دیوانه است» ساخته ژان پییر امریس (۲۰۰۷).[نیازمند منبع]
- بازیگری در فیلم «زنان بدون مردان» ساخته شیرین نشاط (۲۰۰۷).[۱۳]

او نویسنده فیلمنامه‌های زیر نیز می‌باشد:
- «صدایم را می‌شنوی» (سناریو برتر بخش بابیلون اینترناسیونال جشنواره برلین)[نیازمند منبع]
- «تبعید» (به مناسبت روز پناهنده، ساخته شده در نیجریه)[نیازمند منبع]
- «ظلم آباد»[نیازمند منبع]
- «سه روباه»[نیازمند منبع]

### تئاتر
بختیاری از دوازده تا هجده‌سالگی در نمایشنامه‌های مدرسه به ایفای نقش پرداخته است. دیگر فعالیت‌های او در تئاتر شامل موارد زیر است:
- کمدی «دکتر قلابی» (نویسنده و کارگردان: حمید وائلی)نیازمند منبع
- «عروسک‌ها» (بهرام بیضایی، کارگردان: بیژن ملاح‌زاده، ۱۳۵۳، بندر شاهپور-بندر ماهشهر)[نیازمند منبع]
- «ریل» (محمود دولت‌آبادی، کارگردان: موسی عجم، ۱۳۵۴، بندر شاهپور-بندر ماهشهر)[نیازمند منبع]
- «پیک‌نیک در میدان جنگ» (فرناندو آرابال، کارگردان: بیژن ملاح‌زاده، ۱۳۵۵، بندر شاهپور-بندر ماهشهر)[نیازمند منبع]
- «پیک‌نیک در میدان جنگ» (فرناندو آرابال، کارگردان: پرویز لک، پاریس، دسامبر ۱۹۸۵)[نیازمند منبع]
- آخرین نقش او  نقش اول در نمایش «طوفان» اثر ویلیام شکسپیر با طراحی کریستف پاستور و شیرین نشاط است که با گروه رقص باله ملی هلند در کشورهای هلند، لهستان، روسیه و آلمان به صحنه رفت.

### داوری جشنواره‌ها
عباس بختیاری از سال ۲۰۰۹ عضو هیئت داوران چندین جشنواره  فیلم در کشورهای مراکش، تونس و بلژیک بوده است.

### تألیف
- کتاب خاطرات او با نام «سیانور» در مارس ۲۰۱۴ به زبان فارسی منتشر شده است.[۱۵][۱۶]
- کتاب «از رفتگان نشان» روایتی از زندگی ۱۰۹۳ جانباخته، حاصل ۱۳ سال تحقیق، در مرحله صفحه‌بندی است و به زودی منتشر خواهد شد.[نیازمند منبع]

### کنشگر اجتماعی و سیاسی
عباس بختیاری عضو سابق سازمان چریک‌های فدایی خلق ایران بوده و در سال‌های تبعید اجباری نیز به عنوان هنرمندی مدافع حقوق بشر، نقش کنشگری اجتماعی و سیاسی خود را حفظ کرده است.